# Антуан Фуклен
Антуан Фуклен також Фоклен (фр. Antoine Fouquelin; лат. Antonius Foquelinus; нар. у XVI столітті в Шоні — пом. у XVI столітті) — французький гуманіст і філолог-романіст.

## З біографії
Протягом майже дев'яти років він вивчав логіку і риторику у П'єра де Ла Раме та Омера Талона (1510-1562). Свій коментар латиною до творів Перса він присвятив саме П'єру де ла Раме. Ставши професором коледжу Прель в Парижі, Фуклен викладав філософію Аристотеля й публічно читав «Сатири» Перса. Лист Фуклена до Карла IX, в якому він згадує Жака Амйо і Гійома Крестьєна, свідчить про те, що він викладав право в Орлеані.
Він одружився з дочкою Гійома Крестьєна, лікаря герцога Буйонського, а потім короля Франциска I і, нарешті, Генріха II. Його зять Флоран Крестьєн був одним із редакторів колективного сатиричного твору «Меніппова сатира» (1594). 
Фуклен насамперед відомий своїм раннім тлумаченням стилістичних фігур французькою мовою.

## Вибрані праці
- La rhétorique françoise. Wechel, Paris 1555, 1557. (присвята Марії Стюарт)
  - In: Traités de poétique et de rhétorique de la Renaissance. Sébillet, Aneau, Peletier, Fouquelin, Ronsard. Livre de poche, Paris 2001.